# MacOS High Sierra
macOS High Sierra (version 10.13) est la quatorzième version du système d’exploitation macOS d'Apple pour les ordinateurs Macintosh. Après une phase de bêta réservée aux développeurs, une première version en bêta publique a été publiée le 25 septembre 2017. macOS High Sierra a été présenté lors de la WWDC 2017 qui s'est tenue le 5 juin de la même année.
macOS High Sierra est dans la continuité de la version précédente, macOS Sierra. En effet, High Sierra est le nom de la plus grande montagne de la sierra Nevada, qui est une chaîne de montagnes élevées à l'Est de la Californie, ce qui s'inscrit dans la logique de la dénomination des différentes versions de macOS, depuis la version 10.9 Mavericks, par des lieux géographiques de la Californie.

## Configuration requise
macOS High Sierra possède la même configuration requise que macOS Sierra, c'est-à-dire qu'un ordinateur Apple tournant sous macOS Sierra tournera également sous High Sierra.
Les ordinateurs Apple compatibles avec macOS High Sierra sont :
- iMac : fin-2009 ou supérieur ;
- MacBook : fin-2009 ou supérieur ;
- MacBook Pro : mi-2010 ou supérieur ;
- MacBook Air : fin-2010 ou supérieur ;
- Mac mini : mi-2010 ou supérieur ;
- Mac Pro : mi-2010 ou supérieur.

## Nouveautés majeures

### Système
- Apple File System (APFS) : système de fichiers 64 bits présenté lors de la WWDC 2016 qui remplacera par défaut l'HFS+[2].

- Metal 2 : l'API graphique d'Apple passe en version 2, avec notamment la gestion de la réalité virtuelle et de l'apprentissage par machine. macOS supporte dorénavant les GPU externes[2].
- Vidéo : macOS prend en charge le codec H.265/HEVC, qui succède au H.264[2].

### Applications
- Photos : macOS High Sierra offre à l'application Photos une barre latérale mise à jour et de nouveaux outils d'édition[2].
- Mail : Mail améliore la recherche Spotlight avec Top Hits[2].
- Safari : Safari dispose d'une nouvelle fonction de « Dépannage intelligent » qui utilise l'apprentissage par machine pour empêcher les tiers de suivre les actions de l'utilisateur. Safari peut maintenant bloquer la lecture automatique des vidéos[2].
- Notes : L'application intégrée Notes permet à l'utilisateur d'ajouter des tables à une note. Une note peut être maintenant fixée au sommet de la liste.